# Jendrik Petersen
Jendrik Petersen (* 7. Dezember 1959 in Flensburg) ist ein deutscher Professor für Betriebspädagogik an der Rheinland-Pfälzische Technische Universität Kaiserslautern-Landau (ehemals Universität Koblenz-Landau).

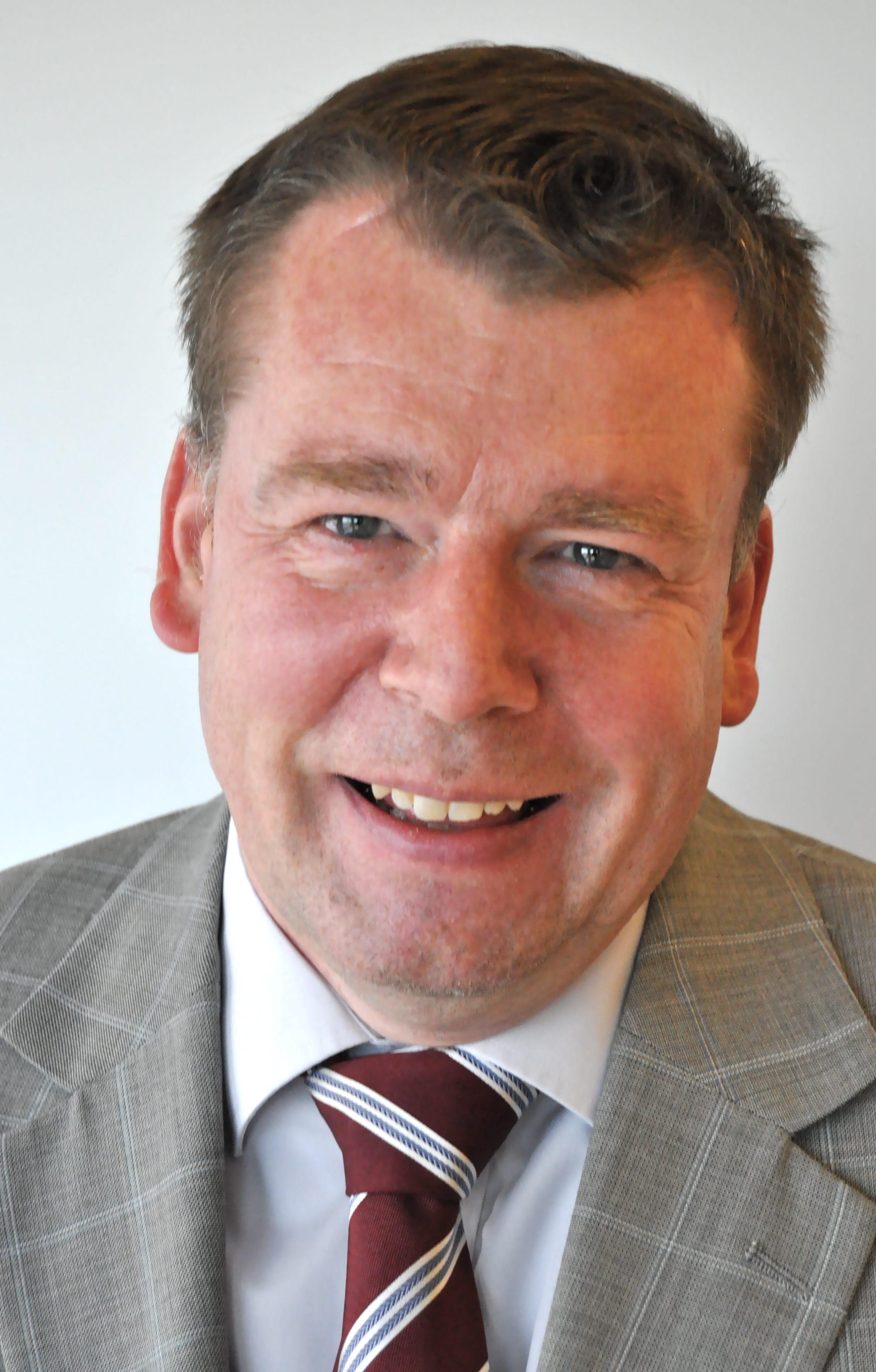
Jendrik Petersen

## Leben
Im Rahmen seiner Ausbildung zum Offizier studierte er in den 1980er Jahren an der Helmut-Schmidt-Universität / Universität der Bundeswehr Hamburg (HSU/UniBwHH) und der Erziehungswissenschaftlichen Hochschule Rheinland-Pfalz Erziehungswissenschaften mit den Fächern Erwachsenenbildung, Betriebspädagogik, Organisationspsychologie, Neuere Geschichte und Politikwissenschaften. Nach seiner Promotion 1994 zum Dr. phil. gründete Jendrik Petersen in den 1990er Jahren zusammen mit Andre Lehnhoff und weiteren Kollegen von der HSU/UniBwH die Unternehmensberatung PwB (Projektgruppe wissenschaftliche Beratung). Er habilitierte sich 2001 an der HSU im Fachbereich Erziehungswissenschaften mit dem Thema „Allgemeine Erziehungswissenschaften mit der besonderen Berücksichtigung der Berufs- und Betriebspädagogik“. Der Ruf an die Universität Koblenz-Landau auf den Lehrstuhl Betriebspädagogik erfolgte ebenfalls im Jahr 2001. Seither ist er Professor an der Universität Koblenz-Landau, Campus Landau, nun der Rheinland-Pfälzischen Technischen Universität Kaiserslautern-Landau.

## Wirken
Jendrik Petersen befasste sich in seinen Forschungsaktivitäten seit den 1990er Jahren bis heute mit dem Thema zeitgemäßer Führung in Zeiten grundlegender Veränderungen. Er vertritt dabei die Ansicht, dass Unternehmen nur dann ökonomisch langfristig erfolgreich sein können, wenn ihre Führungskräfte den Faktor Mensch als entscheidendes Moment ansehen, um Kunden und Anteilseignern nachhaltig Nutzen zu stiften. 
Jendrik Petersen stellt hierzu das Dialogische Management als Antwort auf den Umgang mit neuen Herausforderungen durch gesellschaftliche Wandlungsprozesse, veränderte Werthaltungen und Digitalisierung sowie Methoden zu einem wirkungsvollen Employer Branding zur Diskussion.  
Zusammen mit seinem Partner Andre Lehnhoff entwickelte Jendrik Petersen im Rahmen der Unternehmensberatung PwB praxisorientierte Verfahren und Instrumente, um Dialogisches Management als Führungsphilosophie durch geeignete Personalauswahl und Personalentwicklung in Unternehmen zu etablieren.
Jendrik Petersen übernahm neben seiner Lehrtätigkeit an der Universität Koblenz-Landau ab 2003 Lehraufträge an der Helmut-Schmidt-Universität in Hamburg im Bereich Berufs- und Betriebspädagogik. Seit 2007 wirkt er als Dozent an der Donau-Universität Krems in Österreich, seit 2008 als Dozent im Masterstudiengang des Eidgenössischen Hochschulinstituts für Berufsbildung in Zollikofen (EHB) in der Schweiz mit den Schwerpunkten „Vergleichende Berufsbildungssysteme“ und „Kompetenzbeurteilung“. 
Im Rahmen einer Kooperation der Universität Koblenz-Landau mit der Hochschule der Bundesagentur für Arbeit in Mannheim und Schwerin wirkt Jendrik Petersen seit 2010 in Forschungsprojekten zur Berufsorientierung der Generationen Y und Z sowie zur Prävention von Ausbildungsabbrüchen mit.

## Schriften
Monographien
- (1997): Die gebildete Unternehmung. Frankfurt am Main: Peter Lang Verlag.
- (2003): Dialogisches Management. Frankfurt am Main: Peter Lang Verlag.

Sammelbände
- Moning, Elke, Petersen, Jendrik, Rückwardt, Bernd (Hrsg.) (2009): Multiplikatoren gegen Rechtsextremismus. Frankfurt am Main: Peter Lang Verlag.
- Heidsieck, Charlotte, Petersen, Jendrik (Hrsg.) (2010): Organisationslernen im 21. Jahrhundert. Frankfurt am Main: Peter Lang Verlag.
- Moning, Elke, Petersen, Jendrik (Hrsg.) (2010): Wandlungen komplexer Bildungssysteme. Frankfurt am Main: Peter Lang Verlag.

Artikel und Aufsätze
- Petersen, Jendrik (2011): Professionelles Bildungsmanagement als notwendige Perspektive für die Universität der Zukunft. In: Tomaschek, Nino, Gornik, Elke (Hrsg.): The Lifelong Learning University. Münster: Waxmann Verlag.
- Petersen, Jendrik (2011): Dialogisches Management durch Mentoring. In: Dewe, Bernd, Schwarz, Martin (Hrsg.): Betriebliche Bildung.